# Gravissimum educationis
Gravissimum education (Význam vzdělávání) nebo také Deklarace o křesťanské výchově je dokument druhého vatikánského koncilu. Byl schválen shromážděnými biskupy poměrem hlasů 2290 ku 35. Vyhlášený byl papežem Pavlem VI. 28. října 1965. Název v latině čerpá z úvodu prohlášení, jak je zvykem u katolické církve.
Deklarace obsáhle cituje z encykliky Divini illius magistri (Ten božský učitel, 1929) od papeže Pia XI.

## Obsah
1. Úvod
2. Význam práva na vzdělání
3. Křesťanská výchova
4. Zodpovědní za výchovu
5. Různé metody křesťanské výchovy
6. Význam školy
7. Povinnosti a práva rodičů
8. Mravní a náboženská výchova ve všech školách
9. Katolické školy
10. Různé typy katolických škol
11. Katolické fakulty a univerzity
12. Teologické fakulty
13. Nezbytnost koordinovat školství
14. Závěr

## Rodiče jako hlavní vychovatelé
Poněvadž rodiče dali dětem život, mají velmi přísnou povinnost je vychovávat. Proto mají být uznáváni za jejich první a hlavní vychovatele. Jejich výchovné působení je tak důležité, že se dá obtížně nahradit, když chybí. Rodiče totiž mají vytvořit rodinné prostředí prodchnuté láskou a oddaností Bohu a lidem, příznivé pro celkovou výchovu dětí, a to osobní i společenskou. A tak je rodina první školou společenských ctností, které potřebuje každá společnost. Zejména v křesťanské rodině, obohacené milostí a závazkem svátosti manželství, je třeba, aby se děti učily už od útlého věku podle víry přijaté na křtu poznávat a ctít Boha a milovat bližního. V ní udělají první zkušenost se zdravou lidskou společností a s církví. V rodině jsou pozvolna uváděny do občanského společenství a do Božího lidu. Ať si tedy rodiče uvědomí, jak důležitá je opravdu křesťanská rodina pro život a rozvoj Božího lidu.

## Nadační fondGravissimum Educationis
28. října 2015 papež František založil nadaci Gravissimum Educationis, jejímž cílem je podporovat vědecké a kulturní cíle zaměřené na podporu katolického vzdělávání ve světě.
Nadaci tvoří: prezident a viceprezident; správní rada; generální tajemník; pokladník; vědecký výbor; shromáždění sponzorů; revizní komise. 
Nadace je nezisková a sleduje vědecké a kulturní cíle na podporu katolického vzdělávání ve světě. Nadace se zejména zasazuje o: podporu výzkumu, studií a publikací o myšlení církve v oblasti katolického vzdělávání a kultury na školní a univerzitní úrovni; podporu a organizaci konferencí a mezinárodních vědeckých akcí věnovaných konkrétním otázkám a projektům; oceňování institucí a vědců, kteří se vyznamenali ve své vědecké činnosti a/nebo výzkumu v oblasti katolického vzdělávání a kultury; vytváření sítí a spolupráci mezi vzdělávacími institucemi s ohledem na vzdělávání a kvalifikaci managementu a na komunikaci nových vědeckých objevů a výzkumů; posilování vztahů a spolupráce mezi mezinárodními organizacemi a institucemi věnujícími se vzdělávání.